# Monufia
Monufia (em árabe: محافظة المنوفية‎; romaniz.: Muḥāfaẓah Al Munufeyah) é uma província (moafaza) do Egito sediada em Xibim Elcom. Possui 2 499 quilômetros quadrados e segundo censo de 2018, havia 4 400 528 habitantes.